# Spogostylum flavipenne
Spogostylum flavipenne är en tvåvingeart som beskrevs av Sack 1909. Spogostylum flavipenne ingår i släktet Spogostylum och familjen svävflugor.
Artens utbredningsområde är Iran. Inga underarter finns listade i Catalogue of Life.